# Rattus losea
Rattus losea és una espècie de mamífer rosegador de la família dels múrids que viu a la Xina, Laos, Taiwan, Tailàndia i el Vietnam.